# Atletismo nos Jogos Olímpicos de Verão de 2008 - Arremesso de peso feminino
A competição do arremesso de peso feminino nos Jogos Olímpicos de Verão de 2008 aconteceu no dia 16 de agosto no Estádio Nacional de Pequim. O padrão classificatório foi de 18,35 m (padrão A) e 17.20 (padrão B).
Originalmente, a bielorrussa Natallia Mikhnevich obteve a medalha de prata, mas foi desclassificada em 25 de novembro de 2016 após a reanálise de seu exame antidoping acusar o uso das substâncias metandrostenolona e estanozolol. Em 12 de janeiro de 2017, a também bielorrussa Nadzeya Ostapchuk foi igualmente desclassificada e perdeu a medalha de bronze após sua reanálise do antigdoping acusar o uso das substâncias tamoxifeno e turinabol. As medalhas foram realocadas para a cubana Misleydis González e para a chinesa Gong Lijiao.

## Medalhistas
| Ouro   | NZL Valerie Vili       |
| Prata  | CUB Misleydis González |
| Bronze | CHN Gong Lijiao        |

## Recordes
Antes desta competição, os recordes mundiais e olímpicos da prova eram os seguintes:
| Tipo | Atleta             | Distância | Local   | Data                |
| ---- | ------------------ | --------- | ------- | ------------------- |
|      | Natalya Lisovskaya | 22,63 m   | Moscovo | 7 de junho de 1987  |
|      | Ilona Slupianek    | 22,41 m   | Moscovo | 24 de julho de 1980 |

## Resultados

### Eliminatórias
Regras de qualificação: performance mínima de 18.40 (Q) e as 12 melhores seguintes (q) avançaram para a Final.
| #  | Grupo | Nome                           | País                  | 1     | 2     | 3     | Resultado | Notas |
| -- | ----- | ------------------------------ | --------------------- | ----- | ----- | ----- | --------- | ----- |
| 1  | A     | Valerie Vili                   | NZL Nova Zelândia     | 19.73 |       |       | 19.73     | Q     |
| 2  | B     | Gong Lijiao                    | CHN China             | 19.46 |       |       | 19.46     | Q, PB |
| 3  | A     | Li Meiju                       | CHN China             | 19.18 |       |       | 19.18     | Q, PB |
| 4  | A     | Natallia Mikhnevich            | BLR Bielorrússia      | 19.11 |       |       | 19.11     | Q     |
| 5  | A     | Christina Schwanitz            | GER Alemanha          | x     | 17.97 | 19.09 | 19.09     | Q     |
| 6  | B     | Nadzeya Astapchuk              | BLR Bielorrússia      | 19.08 |       |       | 19.08     | Q     |
| 7  | A     | Misleydis González             | CUB Cuba              | 18.42 | 18.91 |       | 18.91     | Q     |
| 8  | B     | Anna Omarova                   | RUS Rússia            | 18.26 | x     | 18.74 | 18.74     | Q     |
| 9  | A     | Chiara Rosa                    | ITA Itália            | 18.74 |       |       | 18.74     | Q, SB |
| 10 | B     | Li Ling                        | CHN China             | 18.60 |       |       | 18.60     | Q     |
| 11 | B     | Nadine Kleinert                | GER Alemanha          | 18.52 |       |       | 18.52     | Q     |
| 12 | A     | Jillian Camarena               | USA Estados Unidos    | 18.15 | 18.32 | 18.51 | 18.51     | Q, SB |
| 13 | B     | Michelle Carter                | USA Estados Unidos    | 18.49 |       |       | 18.49     | Q     |
| 14 | A     | Mailín Vargas                  | CUB Cuba              | 18.47 |       |       | 18.47     | Q     |
| 15 | A     | Olga Ivanova                   | RUS Rússia            | 17.69 | 18.27 | 18.46 | 18.46     | Q     |
| 16 | A     | Denise Hinrichs                | GER Alemanha          | 18.36 | 18.27 | x     | 18.36     |       |
| 17 | B     | Cleopatra Borel-Brown          | TRI Trinidad e Tobago | 17.96 | 17.32 | 17.57 | 17.96     |       |
| 18 | A     | Yanina Karolchyk-Pravalinskaya | BLR Bielorrússia      | 17.44 | 17.77 | 17.79 | 17.79     |       |
| 19 | B     | Assunta Legnante               | ITA Itália            | 16.93 | 17.76 | x     | 17.76     |       |
| 20 | B     | Yumileidi Cumbá                | CUB Cuba              | x     | 17.60 | x     | 17.60     |       |
| 21 | A     | Anca Heltne                    | ROU Romênia           | 17.48 | x     | 17.40 | 17.48     |       |
| 22 | A     | Natalia Duco                   | CHI Chile             | 17.24 | x     | 17.40 | 17.40     |       |
| 23 | A     | Kristin Heaston                | USA Estados Unidos    | x     | 17.34 | 17.34 | 17.34     |       |
| 24 | B     | Vivian Chukwuemeka             | NGR Nigéria           | 17.15 | 17.05 | x     | 17.15     |       |
| 25 | B     | Irina Khudoroshkina            | RUS Rússia            | 16.46 | 16.84 | 16.78 | 16.84     |       |
| 26 | A     | Irini Terzoglou                | GRE Grécia            | 16.08 | 16.14 | 16.50 | 16.50     |       |
| 27 | B     | ʻAna Poʻuhila                  | TGA Tonga             | 16.21 | 16.42 | 16.35 | 16.42     |       |
| 28 | B     | Lin Chia-ying                  | TPE Taipé Chinês      | 16.24 | x     | 16.32 | 16.32     |       |
| 29 | B     | Zhang Guirong                  | SIN Singapura         | x     | 16.23 | 16.08 | 16.23     |       |
| 30 | B     | Mariam Kevkhishvili            | GEO Geórgia           | x     | 15.99 | x     | 15.99     |       |
| 31 | B     | Zara Northover                 | JAM Jamaica           | 15.73 | 15.85 | 15.64 | 15.85     |       |
| 32 | A     | Iolanta Ulyeva                 | KAZ Cazaquistão       | 15.49 | x     | 15.06 | 15.49     |       |
| 33 | A     | Lee Mi-young                   | KOR Coreia do Sul     | 14.76 | x     | 15.10 | 15.10     |       |
| –  | A     | Irache Quintanal               | ESP Espanha           | x     | x     | x     | NM        |       |
| –  | B     | Krystyna Zabawska              | POL Polônia           | x     | x     | x     | NM        |       |

### Final
| #                 | Nome                | País               | 1     | 2     | 3     | 4     | 5     | 6     | Resultado | Notas |
| ----------------- | ------------------- | ------------------ | ----- | ----- | ----- | ----- | ----- | ----- | --------- | ----- |
| Medalha de ouro   | Valerie Vili        | NZL Nova Zelândia  | 20.56 | 20.40 | 20.26 | 20.01 | 20.52 | -     | 20.56     | AR    |
| Medalha de prata  | Misleydis González  | CUB Cuba           | 19.30 | x     | 19.01 | 19.23 | 19.50 | x     | 19.50     | PB    |
| Medalha de bronze | Gong Lijiao         | CHN China          | 18.45 | 18.75 | 18.90 | 18.92 | 19.04 | 19.20 | 19.20     |       |
| 4                 | Anna Omarova        | RUS Rússia         | 19.08 | 18.21 | x     | x     | x     | 18.76 | 19.08     |       |
| 5                 | Nadine Kleinert     | GER Alemanha       | 18.30 | 18.68 | 19.01 | 18.99 | x     | 18.81 | 19.01     |       |
| 6                 | Li Meiju            | CHN China          | 18.68 | 18.99 | 18.74 | x     | 18.85 | 19.00 | 19.00     |       |
| 7                 | Olga Ivanova        | RUS Rússia         | 17.96 | x     | 18.44 |       |       |       | 18.44     |       |
| 8                 | Mailín Vargas       | CUB Cuba           | 18.28 | 17.88 | 17.74 |       |       |       | 18.28     |       |
| 9                 | Christina Schwanitz | GER Alemanha       | x     | 17.96 | 18.27 |       |       |       | 18.27     |       |
| 10                | Jillian Camarena    | USA Estados Unidos | 18.09 | 18.24 | 17.44 |       |       |       | 18.24     |       |
| 11                | Chiara Rosa         | ITA Itália         | 18.22 | 17.98 | x     |       |       |       | 18.22     |       |
| 12                | Li Ling             | CHN China          | 17.94 | x     | 17.81 |       |       |       | 17.94     |       |
| 13                | Michelle Carter     | USA Estados Unidos | 16.97 | 17.65 | 17.74 |       |       |       | 17.74     |       |
| –                 | Natallia Mikhnevich | BLR Bielorrússia   | 19.16 | 20.28 | 19.87 | 19.82 | 19.94 | 20.10 | 20.28     | DSQ   |
| –                 | Nadzeya Ostapchuk   | BLR Bielorrússia   | x     | 18.69 | 18.36 | x     | 19.86 | 19.36 | 19.86     | DSQ   |

Legenda
| Recorde mundial      | Recorde mundial (World record)               |                       | Recorde africano                      | Recorde africano (African) |                                           | Q | Classificado por posição (Qualified) |
| Recorde olímpico     | Recorde olímpico (Olympic record)            | Recorde da América    | Recorde da América (Americas)         | q                          | Classificado por melhor tempo (Qualified) |   |                                      |
| Melhor marca do ano  | Melhor marca do ano (World leading)          | Recorde asiático      | Recorde asiático (Asian)              | DNS                        | Não largou (Did not start)                |   |                                      |
| Recorde nacional     | Recorde nacional (National record)           | Recorde europeu       | Recorde europeu (European)            | DNF                        | Não terminou (Did not finish)             |   |                                      |
| Recorde pessoal      | Recorde pessoal do atleta (Personal best)    | Recorde da Oceania    | Recorde da Oceania (Oceania)          | DSQ / DQ                   | Desclassificado (Disqualified)            |   |                                      |
| Recorde da temporada | Recorde da temporada do atleta (Season best) | Recorde sul-americano | Recorde sul-americano (South America) | NM                         | Sem marca (No mark)                       |   |                                      |